# Czesław Kłosek
Czesław Kłosek (ur. 1957 w Jarosławiu) – polski górnik i związkowiec, działacz opozycji demokratycznej w PRL.

## Życiorys
Zdał egzamin maturalny w Liceum Ogólnokształcącym im. Mikołaja Kopernika w Jarosławiu, po nieudanym starcie na studia anglistyczne wyjechał na Śląsk. Pracę w górnictwie rozpoczął w 1978 w Katowicach, po rocznej pracy na dole został przeniesiony do zakładowej biblioteki. W 1980 przeniósł się do Jastrzębia-Zdroju. W 1980 był uczestnikiem strajków sierpniowych, następnie został działaczem „Solidarności”. Po wprowadzeniu stanu wojennego brał udział w strajku górniczym. W czasie pacyfikacji kopalni KWK „Manifest Lipcowy” 15 grudnia 1981 otrzymał ranę postrzałową szyi z wlotem w podbródek, z powodu bliskości kuli do rdzenia kręgowego nie zdecydowano się na operację i kula nigdy nie została wyjęta. Przez blisko dwa lata przebywał na rencie, po czym w 1983 został zatrudniony w bibliotece w Domu Górnika. Występował od lat 90. jako oskarżyciel posiłkowy w procesie generała Czesława Kiszczaka oraz w procesach karnych dotyczących pacyfikacji „Manifestu Lipcowego” i „Wujka”, na potrzebę tej funkcji ukończył również studia prawnicze. W późniejszych latach został członkiem Platformy Obywatelskiej i jej władz lokalnych w Jastrzębiu-Zdroju.
W 27. rocznicę podpisania porozumień jastrzębskich otrzymał Krzyż Komandorski Orderu Odrodzenia Polski. W kwietniu 2008 zwrócił order, motywując to krytyką zachodzących przemian, a bezpośrednio nadaniem przez prezydenta Lecha Kaczyńskiego polskiego obywatelstwa brazylijskiemu piłkarzowi Rogerowi Guerreiro.